# Formuła 126p
Formuła 126p – monomarkowa formuła wyścigowa, wykorzystująca w dużej mierze podzespoły Polskiego Fiata 126p. Mistrzostwa tej serii nigdy nie doszły do skutku. Powstał jeden prototypowy egzemplarz Formuły 126p.

## Historia
Z założenia Formuła 126p miała być popularną i tanią serią, w których uczestniczyliby młodzi kierowcy. Koncepcja opierała się na włoskiej Formule Monza, wykorzystującej części Fiata 126.
Prototypowy egzemplarz Formuły 126p, zaprojektowany i zbudowany przez Marcina Biernackiego i Andrzeja Frydrychewicza, powstał w latach 1978–1979. Nadwozie tego samochodu opierało się na przestrzennej ramie rurowej. Przednie zawieszenie, podobne do tego używanego w Estonii 21, składało się z podwójnych wahaczy, amortyzatorów i sprężyn śrubowych. Tylne wahacze, półosie i zespół napędowy pochodziły z seryjnego Polskiego Fiata 126p. Podłoga i zbiornik paliwa zostały wykonane z aluminium, a karoseria – z laminatów. Samochód ważył 210 kg. Silnik został zmodyfikowany poprzez obniżenie głowicy, co pozwoliło na uzyskanie mocy maksymalnej 33 KM przy 7500 rpm; zmieniono również przełożenia skrzyni biegów. Pojazd osiągał maksymalną prędkość 160 km/h.
Samochód został zaprezentowany podczas kieleckiej rundy Pucharu Pokoju i Przyjaźni oraz Wyścigowych Samochodowych Mistrzostw Polski, rozgrywanych w dniach 23–24 maja 1981. Pojazd zebrał pozytywne opinie. Testujący go Czesi Václav Lim i Jiří Moskal podkreślali bardzo dobre właściwości jezdne pojazdu. Włosi chwalili prototyp, ponieważ prowadził się lepiej od samochodów Formuły Monza. Seria nie zyskała jednak akceptacji polskich władz i nigdy nie doszło do jej organizacji.